# Daewoo Tico
Daewoo Tico, i Latinamerika kaldet Daewoo Fino, var en femdørs mikrobil fra den sydkoreanske bilfabrikant GM Daewoo.
Bilen blev introduceret i 1991 på basis af Suzuki Alto fra 1988 og blev eksporteret specielt til mellem- og østeuropæiske lande som Rumænien, Bulgarien, Polen, Tjekkiet samt til Peru. I Rumænien blev bilen bygget på Oltcit-fabrikken frem til 2001 og derefter afløst af Daewoo Matiz. I Polen fandt produktionen sted hos FSO.
Tico var forhjulstrukket og udstyret med en trecylindret firetakts benzinmotor af typen Daewoo S-TEC med et slagvolume på 796 cm³, to ventiler pr. cylinder og karburator.

## Tekniske specifikationer
- Drivkraft: Trecylindret benzinrækkemotor, vandkølet
- Effekt: 30 kW (41 hk) ved 5500 omdr./min.
- Drejningsmoment: 59 Nm ved 3500 omdr./min.
- Boring × slaglængde: 68,5 × 72,0 mm
- Kompressionsforhold: 9,3:1
- 0-100 km/t: 17,0 sek.
- Topfart: 143 km/t
- Bremselængde 100-0 km/t: 48,5 meter
- Gennemsnitsbrændstofforbrug: 5,15 liter/100 km
- Tankindhold: 30 liter
- Bagagerumsvolume: 180/860 liter
- Lasteevne: 305 kg
- Batteri: 12 volt/35 Ah
- Fælgstørrelse: 4,00 B × 12
- Sporvidde fortil: 1220 mm
- Sporvidde bagtil: 1200 mm